# Exorcist: The Beginning
Exorcist: The Beginning (prt: Exorcista: O Princípio ou Exorcista - O Princípio; bra: Exorcista - O Início ou O Exorcista - O Início) é um filme norte-americano de 2004 do gênero terror dirigido por Renny Harlin e escrito por Alexi Hamley com base na história de William Wisher Jr. e Caleb Carr. É um prelúdio do filme original de 1973.
O elenco inclui Stellan Skarsgård, Izabella Scorupco, James D'Arcy, Ben Cross, Ralph Brown e Alan Ford.

## Sinopse
No ano de 1949, em Cairo (no Egito), o padre Lankester Merrin é convidado por um colecionador de antiguidades a participar de uma escavação arqueológica promovida pelo governo inglês na região de Turkana, no Quênia.
No local, uma igreja cristã bizantina do século V é desenterrada e encontrada em estado inexplicavelmente original, como se tivesse sido soterrada no dia em que foi concluída sua construção. O padre Merrin, arqueólogo formado em Oxford, é escolhido pelo colecionador para encontrar uma relíquia escondida na igreja.
No interior da igreja, Merrin e o padre Francis encontram objetos cristãos sendo profanados, como esculturas de soldados com as armas voltadas para baixo e um crucifixo com o Cristo também com a cabeça para baixo. Posteriormente, Merrin acaba descobrindo que havia um templo de sacrifícios humanos no local onde a igreja fora erguida e que houvera, há 1500 anos, um massacre liderado por um padre, em que uma série de possessões aconteceram e diversos exorcistas tentaram suprimir o mal, mas este ainda permanecia no local.

## Elenco
- Stellan Skarsgård como  Padre Lankester Merrin
- Izabella Scorupco como Sarah Novak
- James D'Arcy como Padre William Francis
- Ben Cross como Semelier
- Antonie Kamerling como Tenente Kassel
- David Bradley como Padre Gionetti
- Remy Sweeney como Joseph
- Julian Wadham como  Major Granville
- Andrew French como Chuma
- Ralph Brown como Sargento Major
- Alan Ford como  Jefferies
- Eddie Osei como Emekwi
- Israel Aduramo como Jomo
- Patrick O'Kane como Bession
- James Bellamy como James
- Rupert Degas como Pazuzu

## Prêmios e indicações
Framboesa de Ouro
- Indicado nas categorias de Pior Diretor e Pior Remake ou Sequência.

## Crítica
O filme recebeu críticas geralmente desfavoráveis. Com a pontuação de 11% baseada em 129 avaliações, o Rotten Tomatoes chegou ao consenso: "Um filme de terror sangrento medíocre, nem perto da qualidade do original de 1973".